# Grammoxyla hieroglyphica
Grammoxyla hieroglyphica är en skalbaggsart som först beskrevs av Ludwig Redtenbacher 1868.  Grammoxyla hieroglyphica ingår i släktet Grammoxyla och familjen långhorningar. Inga underarter finns listade i Catalogue of Life.